# Lijst van burgemeesters van Tienen
Hieronder volgt de lijst van burgemeesters van Tienen sinds 1830 :
| Van     | Tot     | Naam                | Partij    | Opmerkingen                                                                                    |
| ------- | ------- | ------------------- | --------- | ---------------------------------------------------------------------------------------------- |
| 1830    | 1848    | François Vandormael | Katholiek |                                                                                                |
| 1848    | 1851    | Louis Goossens      | Liberaal  |                                                                                                |
| 1851    | 1890    | Jacques Delporte    | Liberaal  | langstzittende burgemeester                                                                    |
| 1891    | 1891    | Louis Vinckenbosch  | Liberaal  |                                                                                                |
| 1891    | 1892    | Emile Pardon        |           | waarnemend                                                                                     |
| 1892    | 1904    | Victor Beauduin     | Liberaal  |                                                                                                |
| 1904    | 1905    | Eugène Gilain       | Liberaal  | industrieel                                                                                    |
| 1905    | 1910    | Gustave Swinnen     | Liberaal  | notaris                                                                                        |
| 1910    | 1921    | Adrien Dony         | Liberaal  | brouwer, sprak geen Nederlands                                                                 |
| 1921    | 1943    | Charles De Jaegher  | Liberaal  |                                                                                                |
| 1943    | 1944    | Marcel Engelen      | VNV       | oorlogsburgemeester terechtgesteld in de kazerne van Tienen op 25 oktober 1946                 |
| 1944    | 1945    | Charles Dejaegher   | Liberaal  |                                                                                                |
| 1945    | 1955    | Georges Dupont      | Liberaal  | industrieel                                                                                    |
| 1955    | 1961    | Edgar Rowie         | Liberaal  | apotheker                                                                                      |
| 1961    | 1964    | Leon Lontie         | Liberaal  | geneesheer                                                                                     |
| 1965    | 1976    | Henri (Rik) Boel    | SP        | advocaat vormde in 1965 coalitie met Jaak Henckens (advocaat, CVP) na 116 jaar liberaal bewind |
| 1977    | 1983    | Jozef Coel          | CVP       |                                                                                                |
| 1983    | 1986    | Henri (Rik) Boel    | SP        |                                                                                                |
| 1986    | 1994    | André Boesmans      | SP        |                                                                                                |
| 1994    | 2000    | Marcel Logist       | SP        |                                                                                                |
| 2000    | 2006    | Eddy Poffé          | VLD       |                                                                                                |
| 2007    | 06-2015 | Marcel Logist       | sp.a      |                                                                                                |
| 07-2015 | 12-2024 | Katrien Partyka     | CD&V      |                                                                                                |
| 12-2024 | heden   | Jonathan Holslag    | Durf      |                                                                                                |

Brussels Hoofdstedelijk Gewest:
Anderlecht · 
Brussel

Vlaanderen:
Aalst · 
Aarschot · 
Antwerpen · 
 Asse · 
Beernem · 
Bertem · 
Blankenberge · 
Brugge · 
Damme · 
De Haan · 
De Panne · 
Deerlijk · 
Deinze · 
Eeklo · 
Evergem · 
Galmaarden · 
Geraardsbergen · 
Gent · 
Halle · 
Hasselt · 
Herent · 
Herk-de-Stad · 
Herzele · 
Heusden-Zolder · 
Houthalen-Helchteren · 
Ichtegem · 
Kaprijke · 
Knokke-Heist · 
Kortemark · 
Kortenberg · 
Kortrijk · 
Leuven · 
Lichtervelde · 
Lievegem · 
Lokeren · 
Maldegem · 
Mechelen · 
Moerbeke-Waas · 
Ninove · 
Oostende · 
Oostkamp · 
Poperinge · 
Roeselare · 
Ronse · 
Sint-Lievens-Houtem · 
Sint-Niklaas · 
Sint-Truiden · 
Temse · 
Tielt · 
Tienen · 
Tongeren · 
Torhout · 
Veurne · 
Waregem · 
Wellen · 
Wetteren · 
Wichelen · 
Zaventem · 
Zedelgem · 
Zele · 
Zonhoven · 
Zottegem

Wallonië: 
Charleroi · 
's-Gravenbrakel · 
Morlanwelz · 
Ophain-Bois-Seigneur-Isaac · 
Waver